# Lovranska Draga
Lovranska Draga (olaszul: Dosso di Laurana) falu Horvátországban, Tengermellék-Hegyvidék megyében. Közigazgatásilag Lovranhoz tartozik.

## Fekvése
Fiume központjától 17 km-re, községközpontjától 4 km-re délnyugatra a Tengermelléken, az Isztriai-félsziget északkeleti részén, az Učka-hegység keleti lejtőin fekszik. Az Učka Nemzeti Park területére esik. A települést teraszos szőlőültetvények és gyümölcsösök szegélyezik. A Potok nevű kis patak folyik át rajta, mely Medvejánál ömlik a tengerbe. A patak legnevezetesebb szakasza a vízesés, az Učka Nemzeti Park egyik legszebb vízesése. A vízeséshez kiépített sétaút vezet. A szétszórt házakat régi utak és ösvények kötik össze a tengerparttal. Egykor ezeken hordták a helyi asszonyok eladni a tejet és zöldséget Lovranba.

## Története
A Medvejica-folyó szurdokának területe bővelkedik őskori és ókori régészeti lelőhelyekben. Az egyik oldalon lévő Oporovina- vagy Poduporica-barlangok, a másik oldalon pedig a Vrtačke peći barlangok találhatók az itteni sziklákon. A felsoroltakon kívül még számos barlang és mélyedés található, amelyek többsége olyan régészeti lelőhely, mint Zemunica, Podoraj, Vela Peć, Pinkina Peć, Podbela Peć. Az Oporovina többrétegű hely, a késő neolitikum, a kőrézkor, a bronzkor és a késő ókor leleteivel. A Vrtaška függőleges, megközelíthetetlen sziklákban elhelyezkedő félbarlangok sorozata bronzkori és késő ókori leletekkel.
1880-ban 101, 1910-ben 260 lakosa volt. Az első világháború után az Olasz Királyság szerezte meg ezt a területet, majd az olaszok háborúból kilépése után 1943-ban német megszállás alá került. 1945 után a területet Jugoszláviához csatolták, majd ennek széthullása után a független Horvátország része lett. Lakói húsz éve még intenzíven foglalkoztak mezőgazdasággal, szőlőtermesztéssel, állattartással, zöldség és gyümölcstermesztéssel. A településnek 2011-ben 51 lakosa volt.

## Lakosság
| Lakosság változása | Lakosság változása | Lakosság változása | Lakosság változása | Lakosság változása | Lakosság változása | Lakosság változása | Lakosság változása | Lakosság változása | Lakosság változása | Lakosság változása | Lakosság változása | Lakosság változása | Lakosság változása | Lakosság változása | Lakosság változása |
| ------------------ | ------------------ | ------------------ | ------------------ | ------------------ | ------------------ | ------------------ | ------------------ | ------------------ | ------------------ | ------------------ | ------------------ | ------------------ | ------------------ | ------------------ | ------------------ |
| 1857               | 1869               | 1880               | 1890               | 1900               | 1910               | 1921               | 1931               | 1948               | 1953               | 1961               | 1971               | 1981               | 1991               | 2001               | 2011               |
| 0                  | 0                  | 101                | 237                | 238                | 260                | 0                  | 0                  | 199                | 183                | 149                | 137                | 120                | 91                 | 71                 | 51                 |

## Nevezetességei
A falu bejáratánál áll a Mihály arkangyal tiszteletére szentelt barokk kápolna. A kápolna búcsúnapján szeptember 29-én nagy népi ünnepség veszi kezdetét, melyen a vendégeket a hagyományos, répából és babból készített helyi ételekkel kínálják.